# ポスティングシステム
ポスティングシステム（posting system）とは、主にプロ野球において認められている移籍システムの一つ。日本のメディアでは入札制度という呼称も使われている。本文内で特に記載がない場合、日本野球機構（NPB）とメジャーリーグベースボール（MLB）間でのシステムを取り上げる。

## 概要
日本プロ野球(NPB)所属選手は、契約保留選手名簿または育成選手保留者名簿に登録され、所属先球団が選手保留権を有している。球団が保留権を有する選手は、同名簿の記載から外れる（自由契約となる）か、FA権を行使しない限り、国内外を問わず、他球団への移籍を目的とした契約交渉や練習参加その他の活動を行うことができない（保留制度）。
ポスティングシステム（以下ポスティング）は、海外FA権を持たないプロ野球選手が、MLBなど海外プロ野球リーグへの移籍を希望した場合に、所属球団側の承認と手続き（ポスティング申請）を経て移籍する手段である。選手とMLB球団との新契約締結に伴い、前所属球団は選手保留権を失う代わりに、移籍先のMLB球団から譲渡金（移籍金）を受け取る。
1998年に調印された「日米間選手契約に関する協定」により、NPBとMLB間でのポスティングによる移籍システムが創設された。当初はMLB球団による封印入札方式であったが、2012年に一時失効し、2013年12月17日、所属NPB球団側が譲渡金額を設定したうえで応札球団と選手側が自由交渉する制度が改めて成立した。しかし入札制度という呼称は引き続き使用されている。2018年11月からは譲渡金額を事前に定めず、移籍先での契約総額によって譲渡金額が変動する制度に変更された。なお、移籍先での契約期間中に選手が追加で得た金額も譲渡金額に上乗せされる。
NPB-MLB間の現行制度（2018年以降）における、移籍までのチャートは以下のとおり。
1. 選手が、所属NPB球団に移籍を求める
2. 容認したNPB球団がNPBコミッショナーを通じ、MLB機構にポスティング申請
3. MLB機構が申請を受理し、各MLB球団に公示
4. 選手が、各MLB球団と自由交渉
5. 選手とMLB球団が正式契約を締結
6. 契約総額に従い、MLB球団が前所属NPB球団へ譲渡金支払い
7. NPBが、選手を自由契約選手公示

ポスティング申請期間は、毎年11月1日から12月15日まで。移籍交渉期間は、NPB球団のポスティング申請をMLB機構が受理しMLB球団へ公示した翌日から45日間（2022年以降）。この間に合意に至らなければ移籍不成立となり、翌シーズンオフまで当該選手のポスティング申請はできない。
「ポスティングは球団の権利」と説明する向きもあるが、2024年現在の日米間の制度においては「ポスティング申請までは球団主導、その後（移籍先球団の選定、契約交渉等）は選手側主導」であり、ひとたびポスティング申請された後の選手は実質「FA（インターナショナルFA）」選手に等しい。移籍不成立となった際は現所属球団が選手保留権を保持するものの、他の事項に所属球団の権限が及ぶわけではない。なおMLB球団との契約に際しては、インターナショナルFAの規定に準じ、年齢やプロ経歴年数によって契約金や年俸などに制限を受けるケースがある。
NPB-MLB間における譲渡金計算方法は以下のとおり（2018年以降）。なお、譲渡金はMLBのぜいたく税の計算対象とならない。
1. メジャー契約[注釈 2]の場合
  - 契約総額[注釈 3]が2,500万ドル以下：その20%
  - 契約総額が2,500万ドル超、5,000万ドル以下：2,500万ドルの20%（500万ドル）と、2,500万ドルを超過した金額の17.5%を合計した額
  - 契約総額が5,000万ドル超：上記（500万ドル + 437.5万ドル）に加え、5,000万ドルを超過した金額の15%を合計した額
2. マイナー契約[注釈 4]の場合
  - 契約金の25%
3. その他、契約期間中に選手が追加で得た金額（出来高、契約延長オプション行使分の年俸、マイナー契約での入団選手がメジャー昇格時に受け取る年俸）の15%も加わる。

韓国KBOリーグ-MLB間のシステムも上記NPB-MLB間の規定とおおむね同じだが、交渉期間（30日）や、25歳未満またはプロ実働6年未満の選手（いわゆる25歳ルールが適用される選手）のポスティング申請を認めない点などが異なる（2024年現在。後述）。
MLB公式サイトなどがオフシーズンに発表する「FA選手パワーランキング」には、ポスティングによるMLB移籍が見込まれる海外プロ野球選手がランクインすることもあり、例えば2023-24シーズンでは山本由伸、イ・ジョンフ(KBO)、今永昇太がそれぞれ2位、13位、15位にランクインした。
なお、NPB所属選手が国内FA権行使とポスティング申請を同年度に行うことは制度上可能だが、実際に同時使用された例はない。国内FA権での国内移籍が成立した場合、その選手が海外FA権を取得したであろう時点まで、移籍先球団がポスティング申請を行うことは出来ない（移籍時にポスティング申請したかは関係しない）。

### 現行制度への指摘
1998年の協定当初より、各選手の移籍希望を容認するかどうかは各NPB球団の方針・判断に委ねられており、ポスティングによる移籍を原則認めていない球団も存在する。これに対し、上原浩治が「（選手が入団した）球団によってポスティング容認の有無が分かれるのは公平ではない」として（特定条件を満たす選手からの希望は必ず容認する等の）12球団統一ルールの策定を提案するなど、生じる不公平感への抜本的対策を求める指摘がある。
ポスティングによりMLB移籍が決定した際はNPB球団から自由契約選手公示されるため、移籍先のMLB球団から自由契約となった後は、次の契約先球団も選手が国内外問わず自由意志で選択できる権利を得る。一方、短期でMLB球団を退団した場合、NPBで国内FA権を取得していたであろう年より早く、所属元以外のNPB球団へ移籍することも可能になる。これも1998年当初から変わってはいないが、「国内FA移籍の抜け道」として利用される可能性がある、という指摘がある。

## 過去の経緯

### 導入の経緯
導入のきっかけは、1995年の野茂英雄（当時近鉄バファローズ）や、1998年のアルフォンソ・ソリアーノ（当時広島東洋カープ）が任意引退公示を経てMLBへの移籍を果たした一連の出来事による。野茂はFAでなく、近鉄球団が保留権を有していたため、自由意志による移籍は不可能だったが、野茂の代理人を務めた団野村から相談を受けたアーン・テレムが「NPB球団から任意引退公示されることでMLBへ移籍できる」ことを確認（野球留学を目的として、若手選手を任意引退公示しマイナー球団へ一時的に移籍させることは当時よく行われていた）。加えて、任意引退選手が他のNPB球団と契約交渉する際には、引退時所属球団の承諾が必要だったが、「日米間選手契約に関する協定」の成立前は、MLB球団がNPBでの最終所属球団の承諾を得ることは強制されていなかった。野茂は任意引退公示の翌年にロサンゼルス・ドジャースと契約を結んだ。
また1996年には、同じくFAではなかった伊良部秀輝が所属球団の千葉ロッテマリーンズに対し、ニューヨーク・ヤンキースへの移籍を強く要望。結果、サンディエゴ・パドレスへのトレードを経て、ヤンキースへの移籍を実現させていた（伊良部メジャーリーグ移籍騒動）。
これらにより、MLBとNPB双方から獲得機会均等を実現する制度の要求があり、1998年に「日米間選手契約に関する協定」が調印され、最初のポスティングシステムが成立。協定は2年ごとに更新され、2012年までは同一規定で運用された。
2012年6月、入札金額の高騰等を理由にMLB機構が協定の修正を提案。同年10月から新制度が協議され、従来制度を基本に公開入札方式へ変更する案がNPBから提示されたが、MLB機構がバイオジェネシス・スキャンダルへの対応に追われたことや、MLB選手会専務理事のマイケル・ウェイナーが脳腫瘍のため療養したこと（2013年11月に死去）により協議が中断し、同年12月15日に協定の期限切れとなりポスティングシステムは失効、同年オフでのポスティングによる移籍は不可能となった。
2013年に協議再開され、同じく従来制度を基本に「入札額1位と2位の中間金額がNPB球団へ支払われ、当該選手との契約交渉が破談となった場合はMLB球団がMLB機構へ罰金を支払う」案がMLBから提案され、この方式が11月初旬に合意される情勢だった。しかし従来制度同様、選手側に球団選択の自由が無いことでNPB選手会が反対し、合意が持ち越される。NPB選手会は同月14日に2年間限定で受諾することを表明したが、合意が持ち越された間に開かれたMLBオーナー会議でスモールマーケット球団のオーナーによる反対があるなどして、同案は撤回される。その後MLB側が「譲渡金に上限を設定」「選手に球団選択の余地を与える」要素を盛り込んだ改善案を提示し、12月初旬にNPBの12球団代表者会議でこの案が了承され基本合意に達したが、マイケル・ウェイナーの死去に伴い、新たにMLB選手会専務理事に就任したトニー・クラークが就任会見の席で譲渡金上限設定に反対し、再び合意が持ち越される。しかし米国時間同月10日にMLB選手会も新制度を受諾することを表明。同16日にMLB評議会も承認し、新協定が成立。日本時間同月17日から新制度が施行された。
2017年、譲渡金上限（2,000万ドル）以上の価値がある選手や譲渡金設定の難しいケースを考慮した「契約総額により譲渡金額が変動する新制度」をMLB側が提案。NPB側は、譲渡金額が想定外に低かった際にポスティング申請を撤回できる権利を加えるよう求めたが、MLB選手会が難色を示して協議は難航し、10月31日に旧協定が期限切れで失効。最終的にNPB側が撤回権の要求を取り下げ、同年11月21日に三者が合意し、新制度での協定発効日を同年12月1日としたが、既に同年のポスティング申請期間に入っていたうえ、大谷翔平と牧田和久が申請待ちの状態であったことから、両選手に限って従来制度を適用し、新制度は翌2018年11月から適用（同制度で少なくとも3年間は継続）することを決定した。当初、ポスティング申請期間は毎年11月1日から12月5日、移籍交渉期間はポスティング申請をMLB機構が受理しMLB球団へ公示した翌日から30日間だったが、2022年の改定でそれぞれ期間延長された。

### 過去の制度と問題点

#### 2012年まで
制度
選手の所属NPB球団がNPBコミッショナーを通し、MLBコミッショナーにその選手が契約可能であることを告知（ポスティング申請。毎年11月1日から翌年2月1日まで申請可能）。当該選手との契約交渉を希望するMLB球団は、MLBコミッショナーの公示から4業務日以内に交渉権の対価となる金額を非公開で入札。最高入札額（落札額）はまず所属NPB球団へ公示され、NPB球団はその落札額を不服としてポスティング申請を撤回することも可能。NPB球団が落札額を承認した場合、落札球団が公表され、当該選手との独占交渉権が与えられる（交渉可能期間は、ポスティング申請受理日の翌日から30日間）。MLBコミッショナー事務局やMLB選手会による契約条項の照会は交渉期限後で構わなかったため、基本合意後に付帯条項など契約の細部の調整をすることが可能だった。
入札金額の上限はなく、当該選手とMLB球団が契約合意に至った場合のみ、NPB球団に落札額が一括払いされる。交渉不成立の場合、翌年11月1日までポスティングの再申請はできないが、入札球団自体がなかった場合は同シーズンの期日内でポスティング再申請が可能だった。
問題点
選手側からは「1球団のみに独占交渉権が与えられ、選手に球団を選択する自由が全く認められていない」点、および高額で落札しても、契約締結に至らなければMLB球団側には金銭的損失もペナルティも発生しない規定だったため「契約意思の低い入札への脆弱性」が挙がっていた。
2006年、松坂大輔の落札金額が5,000万ドル超と高騰したが、当初はボストン・レッドソックスがライバル球団のヤンキースへの入団を妨害するためだけに高額入札し、落札した可能性が報道された。しかし最終的に松坂とレッドソックスの間で契約が成立したため、妨害目的の入札ではないことが明らかになった。
2011年、ミルウォーキー・ブルワーズが青木宣親との交渉権を獲得後、青木に対してワークアウト（入団テスト）を行い、結果的に契約は成立したが、確固たる契約意思がないまま入札に参加した一例とされた。
MLB球団側からは、非公開かつ最高入札額が支払い額となる「封印入札方式（ファーストプライス・オークション）」なうえに入札額の上限がないため、松坂大輔やダルビッシュ有など、事前評価が非常に高い選手の落札額が高騰しやすい点が挙がっていた。スモールマーケットのMLB球団からは、入札金を分割払いできないこと、入札金が高騰する選手の獲得が困難であること、また入札金はぜいたく税の計算対象外であることから、戦力均衡のバランスを崩す点が指摘されていた。

#### 2014年から2017年まで
制度
選手の所属NPB球団が譲渡金（上限2,000万ドル）を設定し、ポスティング申請。当該選手は、譲渡金に応札した全てのMLB球団と契約交渉を行うことができる。申請期間・入札期間・交渉可能期間は旧制度から変更なし。譲渡金は、当該選手と契約合意に至ったMLB球団から、所属NPB球団に一括または分割で支払われる（分割の場合は1,000万ドル以上が18ヶ月以内に4回、同未満が12ヶ月以内に2回）。契約条項の照会から14日以内に最初の支払いが行われ、NPB球団は支払いから5営業日以内に契約保留権を破棄し、当該選手はNPBで自由契約選手として公示される。
メジャー契約を結んだ場合、MLBコミッショナー事務局やMLB選手会による契約条項の照会は交渉期限に先立って行われなければならない。MLB球団は、直接的、当該選手や代理人などを通じた間接的な方法を問わず、譲渡金以外のいかなる金銭またはその他の有価物をNPB球団に提供することはできず、抵触する行為があった場合は契約が無効となる。交渉期間内に契約合意がなかった場合は譲渡金は支払われず、翌年11月1日までポスティング再申請はできない。
問題点
譲渡金に上限が設定されたことで、NPB球団側が大きな見返りを期待できなくなったため、特に上限額以上の価値がある選手のポスティング申請をNPB球団が認めない可能性が発生した。また、申請後の譲渡金額変更ができないため、評価を見誤って割高な譲渡金設定をすると応札球団が全く現れない可能性があった。

## 実施されたポスティング一覧
▽はマイナー契約、▲はインターナショナル・ボーナス・プールでの契約対象選手

### 封印入札方式

#### 成立
| 年度   | 選手                   | 日本での所属球団           | 落札球団                   | 落札金額               |
| ------ | ---------------------- | -------------------------- | -------------------------- | ---------------------- |
| 1998年 | アレファンドロ・ケサダ | 広島東洋カープ             | シンシナティ・レッズ       | ▽40万1ドル             |
| 2000年 | イチロー               | オリックス・ブルーウェーブ | シアトル・マリナーズ       | 1312万5000ドル         |
| 2001年 | 石井一久               | ヤクルトスワローズ         | ロサンゼルス・ドジャース   | 1126万4055ドル         |
| 2002年 | ラモン・ラミーレス     | 広島東洋カープ             | ニューヨーク・ヤンキース   | 30万50ドル             |
| 2003年 | 大塚晶文               | 中日ドラゴンズ             | サンディエゴ・パドレス     | 30万ドル               |
| 2004年 | 中村紀洋               | 大阪近鉄バファローズ       | ロサンゼルス・ドジャース   | ▽非公表                |
| 2005年 | 森慎二                 | 西武ライオンズ             | タンパベイ・デビルレイズ   | 75万ドル               |
| 2006年 | 松坂大輔               | 西武ライオンズ             | ボストン・レッドソックス   | 5111万1111ドル11セント |
| 2006年 | 岩村明憲               | 東京ヤクルトスワローズ     | タンパベイ・デビルレイズ   | 450万ドル              |
| 2006年 | 井川慶                 | 阪神タイガース             | ニューヨーク・ヤンキース   | 2600万194ドル          |
| 2010年 | 西岡剛                 | 千葉ロッテマリーンズ       | ミネソタ・ツインズ         | 532万9000ドル          |
| 2011年 | 青木宣親               | 東京ヤクルトスワローズ     | ミルウォーキー・ブルワーズ | 250万ドル              |
| 2011年 | ダルビッシュ有         | 北海道日本ハムファイターズ | テキサス・レンジャーズ     | 5170万3411ドル         |

#### 非成立
| 年度   | 選手                 | 日本での所属球団             | 落札球団                     | 落札金額   | その後                                     |
| ------ | -------------------- | ---------------------------- | ---------------------------- | ---------- | ------------------------------------------ |
| 1998年 | ティモニエル・ペレス | 広島東洋カープ               | 入札球団なし                 |            | 広島と再契約                               |
| 2002年 | 大塚晶文             | 大阪近鉄バファローズ         | 入札球団なし                 |            | 近鉄と再契約後、中日へ金銭トレード         |
| 2005年 | 入来祐作             | 北海道日本ハムファイターズ   | 入札球団なし                 |            | 自由契約となり、ニューヨーク・メッツと契約 |
| 2008年 | 三井浩二             | 埼玉西武ライオンズ           | 入札球団なし                 |            | 再手続き                                   |
| 2008年 | 三井浩二             | 埼玉西武ライオンズ           | 入札球団なし                 |            | 西武と再契約                               |
| 2010年 | 岩隈久志             | 東北楽天ゴールデンイーグルス | オークランド・アスレチックス | 1910万ドル | 契約に至らず、楽天と再契約                 |
| 2011年 | 真田裕貴             | 横浜DeNAベイスターズ         | 入札球団なし                 |            | 自由契約となり、巨人と契約                 |
| 2011年 | 中島裕之             | 埼玉西武ライオンズ           | ニューヨーク・ヤンキース     | 250万ドル  | 契約に至らず、西武と再契約                 |

### 譲渡金額を所属球団が設定する方式

#### 成立
| 年度   | 選手     | 日本での所属球団             | 契約球団                 | 譲渡金額    |
| ------ | -------- | ---------------------------- | ------------------------ | ----------- |
| 2013年 | 田中将大 | 東北楽天ゴールデンイーグルス | ニューヨーク・ヤンキース | 2000万ドル  |
| 2015年 | 前田健太 | 広島東洋カープ               | ロサンゼルス・ドジャース | 2000万ドル  |
| 2017年 | 大谷翔平 | 北海道日本ハムファイターズ   | ロサンゼルス・エンゼルス | ▲2000万ドル |
| 2017年 | 牧田和久 | 埼玉西武ライオンズ           | サンディエゴ・パドレス   | 50万ドル    |

#### 非成立
| 年度   | 選手               | 日本での所属球団       | 譲渡金額 | その後                                       |
| ------ | ------------------ | ---------------------- | -------- | -------------------------------------------- |
| 2015年 | トニー・バーネット | 東京ヤクルトスワローズ | 50万ドル | 自由契約となり、テキサス・レンジャーズと契約 |

### 選手年俸総額・譲渡金連動方式

#### 成立
| 年度   | 選手         | 日本での所属球団           | 契約球団                     | 譲渡金額       |
| ------ | ------------ | -------------------------- | ---------------------------- | -------------- |
| 2018年 | 菊池雄星     | 埼玉西武ライオンズ         | シアトル・マリナーズ         | 1027万5000ドル |
| 2019年 | 筒香嘉智     | 横浜DeNAベイスターズ       | タンパベイ・レイズ           | 240万ドル      |
| 2019年 | 山口俊       | 読売ジャイアンツ           | トロント・ブルージェイズ     | 127万ドル      |
| 2020年 | 有原航平     | 北海道日本ハムファイターズ | テキサス・レンジャーズ       | 124万ドル      |
| 2021年 | 鈴木誠也     | 広島東洋カープ             | シカゴ・カブス               | 1462万5000ドル |
| 2022年 | 吉田正尚     | オリックス・バファローズ   | ボストン・レッドソックス     | 1537万5000ドル |
| 2022年 | 藤浪晋太郎   | 阪神タイガース             | オークランド・アスレチックス | 65万ドル       |
| 2023年 | 山本由伸     | オリックス・バファローズ   | ロサンゼルス・ドジャース     | 5062万5000ドル |
| 2023年 | 今永昇太     | 横浜DeNAベイスターズ       | シカゴ・カブス               | 982万5000ドル  |
| 2023年 | 上沢直之     | 北海道日本ハムファイターズ | タンパベイ・レイズ           | ▽6250ドル      |
| 2024年 | 佐々木朗希   | 千葉ロッテマリーンズ       | ロサンゼルス・ドジャース     | ▲162万5000ドル |
| 2024年 | 青柳晃洋     | 阪神タイガース             | フィラデルフィア・フィリーズ | ▽              |
| 2024年 | 小笠原慎之介 | 中日ドラゴンズ             | ワシントン・ナショナルズ     | 70万ドル       |

#### 非成立
| 年度   | 選手     | 日本での所属球団           | その後                         |
| ------ | -------- | -------------------------- | ------------------------------ |
| 2019年 | 菊池涼介 | 広島東洋カープ             | 契約に至らず、広島と再契約     |
| 2020年 | 西川遥輝 | 北海道日本ハムファイターズ | 契約に至らず、日本ハムと再契約 |
| 2020年 | 菅野智之 | 読売ジャイアンツ           | 契約に至らず、巨人と再契約     |

## 韓国でのポスティング
韓国KBOリーグでもポスティングによるMLB移籍システムが確立しており、NPB-MLB間の規定と概ね同じだが、以下の点などが異なる（2024年現在）。
- KBOの一軍に年間145日以上在籍したシーズンが6度以上ある25歳以上の選手のみが対象
- 移籍交渉期間は30日
- KBOに復帰する際は、ポスティング申請時の所属球団としか契約できず、復帰後4年間は同球団が保留権を持つ

### 封印入札方式
| 年度   | 選手   | 韓国での所属球団     | 落札球団                   | 落札金額               | 備考               |
| ------ | ------ | -------------------- | -------------------------- | ---------------------- | ------------------ |
| 1998年 | 李尚勲 | LGツインズ           | 非公表                     | 60万ドル               | 選手契約に至らず   |
| 2002年 | 陳弼重 | 斗山ベアーズ         | 非公表                     | 2万5000ドル            | 選手契約に至らず   |
| 2002年 | 林昌勇 | 三星ライオンズ       | 非公表                     | 65万ドル               | 選手契約に至らず   |
| 2009年 | 崔香男 | ロッテジャイアンツ   | セントルイス・カージナルス | 101ドル                | 移籍(マイナー契約) |
| 2012年 | 柳賢振 | ハンファ・イーグルス | ロサンゼルス・ドジャース   | 2573万7737ドル33セント | 移籍               |
| 2014年 | 金廣鉉 | SKワイバーンズ       | サンディエゴ・パドレス     | 200万ドル              | 選手契約に至らず   |
| 2014年 | 梁玹種 | 起亜タイガース       | 非公表                     | 非公表                 | 選手契約に至らず   |
| 2014年 | 姜正浩 | ネクセン・ヒーローズ | ピッツバーグ・パイレーツ   | 500万2015ドル          | 移籍               |
| 2015年 | 朴炳鎬 | ネクセン・ヒーローズ | ミネソタ・ツインズ         | 1285万ドル             | 移籍               |
| 2015年 | 孫児葉 | ロッテ・ジャイアンツ | 入札球団なし               |                        | ロッテと再契約     |
| 2015年 | 黄載鈞 | ロッテ・ジャイアンツ | 入札球団なし               |                        | ロッテと再契約     |

### 選手年俸総額・譲渡金連動方式
| 年度   | 選手   | 韓国での所属球団   | 契約球団                       | 譲渡金額       | 備考         |
| ------ | ------ | ------------------ | ------------------------------ | -------------- | ------------ |
| 2019年 | 金廣鉉 | SKワイバーンズ     | セントルイス・カージナルス     | 160万ドル      | 移籍         |
| 2019年 | 金宰煥 | 斗山ベアーズ       | 契約球団なし                   |                | 斗山と再契約 |
| 2020年 | 金河成 | キウム・ヒーローズ | サンディエゴ・パドレス         | 552万5000ドル  | 移籍         |
| 2020年 | 羅成範 | NCダイノス         | 契約球団なし                   |                | NCと再契約   |
| 2023年 | 李政厚 | キウム・ヒーローズ | サンフランシスコ・ジャイアンツ | 1882万5000ドル | 移籍         |
| 2023年 | 高佑錫 | LGツインズ         | サンディエゴ・パドレス         | 87万5000ドル   | 移籍         |
| 2024年 | 金慧成 | キウム・ヒーローズ | ロサンゼルス・ドジャース       | 250万ドル      | 移籍         |

## 台湾でのポスティング
中華職業棒球大聯盟(CPBL)でもポスティングが認められているが、一軍に年間125日以上在籍したシーズンが3度になれば、CPBL球団の承認を条件に海外移籍が可能になる規定がある。2018年にNPB・MLB間、KBO・MLB間のポスティングシステムを参考に王柏融のために移籍システムを創設した。NPB・CPBL間には日台選手契約に関する協定があり、野球協約に明記されている。NPB球団がCPBL球団の選手と契約を希望する場合、NPBコミッショナーを通じて身分照会を行い、NPBコミッショナーは4営業日以内に回答。

### 台湾球界で実施されたポスティング一覧
| 年度   | 選手     | CPBLでの所属球団 | 落札球団                   | 落札金額  | 備考 |
| ------ | -------- | ---------------- | -------------------------- | --------- | ---- |
| 2018年 | 王柏融   | Lamigoモンキーズ | 北海道日本ハムファイターズ | 200万ドル | 移籍 |
| 2024年 | 古林睿煬 | 統一ライオンズ   | 北海道日本ハムファイターズ | 100万ドル | 移籍 |

## 野球以外のスポーツ
日本プロバスケットボールのbjリーグでは、2010年以降、トライアウト非受験であるものの、JBLで一定の実績を残し、かつ将来の海外移籍を希望している選手の場合、特例たるbjリーグ保有選手として全球団による入札で所属球団を決めることになっていたが、この制度を「ポスティング」と呼ぶ場合もあった。この特例でbjリーグ入りした選手は翌シーズンのドラフト会議の指名対象となっていた。
適用された選手として以下の2名が該当した。
| 年度   | 選手   | JBLでの所属球団        | 落札球団               | ドラフト指名とその後                                            |
| ------ | ------ | ---------------------- | ---------------------- | --------------------------------------------------------------- |
| 2010年 | 石崎巧 | 東芝ブレイブサンダース | 島根スサノオマジック   | 島根よりドラフト全体6位指名もドイツ2部・BVケムニッツ99ersに移籍 |
| 2011年 | 並里成 | リンク栃木ブレックス   | 琉球ゴールデンキングス | 琉球より1巡目指名を受け再契約                                   |

また、JBLからリニューアルされたNBLでは、休部のため同リーグ参入を断念したパナソニックトライアンズ最終所属選手のうち、後継たる和歌山トライアンズへ移籍しなかった日本人選手を対象にNBL・NBDL全チーム参加の「ポスティング」（システム上は選手分配ドラフトに近い）を採用し、6名中5名がこの制度で移籍した（残る小林慎太郎と外国籍2名は自由契約選手リストに公示）。
| 選手     | 落札球団                     | 備考 |
| -------- | ---------------------------- | ---- |
| 大西崇範 | 東芝ブレイブサンダース神奈川 |      |
| 渡邉裕規 | リンク栃木ブレックス         |      |
| 金丸晃輔 | アイシンシーホース三河       |      |
| 広瀬健太 | 日立サンロッカーズ東京       |      |
| 平尾充庸 | 東芝ブレイブサンダース神奈川 |      |